# 手城村
手城村（てしろむら）は、広島県深安郡にあった村。現在の福山市の一部にあたる。

## 地理
- 海洋：瀬戸内海[1]
- 河川：芦田川[1]

## 歴史
- 1889年（明治22年）4月1日、町村制の施行により、深津郡手城村が単独で村制施行し、手城村が発足[1][2]。
- 1898年（明治31年）10月1日、郡の統合により深安郡に所属[1][2]。
- 1933年（昭和8年）1月1日、福山市に編入され廃止[1][2]。

## 産業
- 農業、漁業[1]

## 教育
- 1892年（明治25年）手城小学校が手城尋常小学校（現福山市立手城小学校）となる[1]。1921年（大正10年）高等科設置[1]。